# Distaplia magnilarva
Distaplia magnilarva är en sjöpungsart som först beskrevs av Della Valle 1881.  Distaplia magnilarva ingår i släktet Distaplia och familjen Holozoidae. Inga underarter finns listade i Catalogue of Life.